# 多脉守宫木
多脉守宫木（学名：Sauropus yanhuianus）为大戟科守宫木属下的一个种。